# Pedro María Segurola Inchausti
Pedro María Segurola Inchausti, més conegut com a Kepa Segurola (Legazpi, Guipúscoa, 15 de juliol de 1955) és un exjugador de bàsquet basc.

## Trajectòria
Va ingressar en les categories inferiors del FC Barcelona i posteriorment del Reial Madrid. Després de jugar en el Reial Madrid, tornaria al País Basc per jugar a l'Atlètic Sant Sebastià. Després fitxaria pel Saski Baskonia juntament amb Manu Moreno i Josean Querejeta. El seu últim equip seria el Club de Bàsquet Askatuak.